# 塞耶和罗科泽勒
塞耶和罗科泽勒（法語：Ceilhes-et-Rocozels，法語發音：[sɛj e ʁɔkɔzɛl]）是法国埃罗省的一个市镇，属于贝济耶区。

## 地理
塞耶和罗科泽勒（43°48'13.27"N, 3°6'37.55"E）面积27.82 平方千米，位于法国奧克西塔尼大區埃罗省，该省份为法国南部沿海省份，南濒地中海，西南接奥德省，西北接塔恩省和阿韦龙省，东北与加尔省接壤。
与塞耶和罗科泽勒接壤的市镇（或旧市镇、城区）包括：蒙塔尼奥勒、丰达芒特、托里亚克-德卡马雷斯、阿韦讷、容塞尔、罗克勒东德。
塞耶和罗科泽勒的时区为UTC+01:00、UTC+02:00（夏令时）。

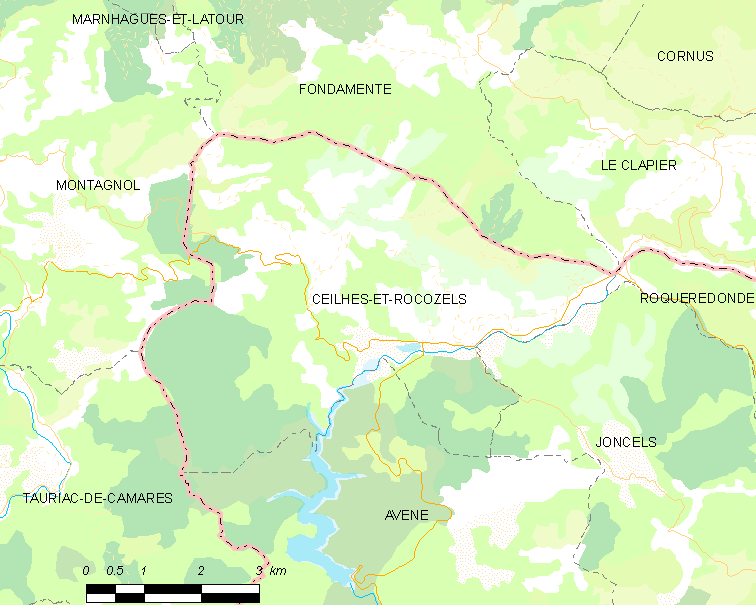
塞耶和罗科泽勒的OSM定位图

## 行政
塞耶和罗科泽勒的邮政编码为34260，INSEE市镇编码为34071。

## 政治
塞耶和罗科泽勒所属的省级选区为克莱蒙莱罗县。

## 人口

1962-2008年间塞耶和罗科泽勒人口变化图示

塞耶和罗科泽勒于2022年1月1日时的人口数量为247人。